# 电玩巴士
电玩巴士是中国大陆一家专注于游戏行业的综合性游戏门户网站。

## 历史
成立于2004年9月，先后吸收整合了国内著名的掌机之王（gbgba.com），“psps2.com”，“xboxsky.com”和“17game8.com”。
2013年被完美世界以2.55亿人民币收购。
2017年12月25日，多牛传媒集团宣布并购完美世界旗下的泛娱乐媒体业务星游传媒。星游传媒旗下的媒体资产包括电玩巴士、178、NGA玩家社区、A9VG电玩部落、大脚(bigfoot)插件等知名网站。多牛传媒在并购前夕从新三板退市。

## 电玩巴士品牌授权店
2004年，电玩巴士首先在北京、上海、广州、深圳、武汉、南京、成都等一线城市开设了数十家电玩巴士品牌授权店。现已在全国130余家实体连锁。

## 争议和法律纠纷

### 电玩巴士域名解析被停事件
2009年2月25日，电玩巴士网站突然无法访问。同日，万网作出对电玩巴士无法访问作出回应：“中国万网于二月二十日接到上级主管部门的通知，要求对部分网站停止域名解析。万网在接到该通知后，对列明的网站，包括tgbus.com(电玩巴士)进行了停止域名解析操作。万网作为专业的域名注册服务机构，将及时执行政府通知，除此情况外，在域名指向的站点中不存在违法信息的前提下，万网不会对用户的域名解析和指向做任何操作。同时,万网呼吁广大用户及时检查网站内容的合法性。”
2月26日，巴士开放临时域名“www.5068.com”。但其后也被封停。
2009年4月27日，电玩巴士网站重新开通

### 电玩巴士配合索尼维权事件
2009年7月22日，电玩巴士的PSP论坛上出现了一条名为“友情提醒 各位用户、各位版主 关于PSP游戏下载 Sony公告 （页面存档备份，存于） ”的帖子，一名特殊的版主，来自索尼电脑娱乐（SCE）的工作人员“SCEIIP”，将与电玩巴士一起为规范国内PSP游戏市场而作出努力。另外，国内部分PSP游戏资源下载的网站相继收到了来自索尼电脑娱乐的律师函，要求相关网站停止提供侵权游戏拷贝的服务。
有业内人士称这是索尼公司为行货游戏机进入大陆市场而努力的一种表现。但是也有另一种声音，认为这次事件其实是电玩巴士借助索尼来炒作自己。而此事至今已无下文。